# Santuario della Madonna della Rocca (Fondi)
Il santuario della Madonna della Rocca è sito sul monte Arcano presso Fondi (provincia di Latina). Costruito sulla vetta del monte, a 535 m d’altitudine, domina la piana di Fondi e Monte San Biagio, all'interno del Parco naturale regionale monti Ausoni e lago di Fondi. La rettoria del santuario è affidata al presbitero diocesano don Francesco Fiorillo, che cura anche la vicina abbazia di San Magno, oltre a essere parroco della parrocchia di Santa Maria degli Angeli e San Magno, in Fondi.

## Il nome
Il nome del monte non segue la parola italiana «arcano» ma deriverebbe da arx, rocca, da cui anche il titolo mariano del santuario. Tuttavia, l’allocuzione «della Rocca», potrebbe derivare anche dal castello di Riccardo dell’Aquila, conte di Fondi.
Nel corso dei secoli, il monte Arcano è servito anche da rifugio per diverse persone, tra cui Elsa Morante e Alberto Moravia che trascorsero i nove mesi successivi alla stipulazione dell’Armistizio di Cassibile in una capanna a Sant’Agata, località tra monte Arcano e valle Vigna, ospiti di un contadino del luogo. Di queste zone troviamo segni nelle opere dei due autori, come, per esempio, ne La Storia di Morante e ne La ciociara di Moravia.

## La storia del santuario
Una tradizione locale priva di ogni riscontro lo vuole innalzato al tempo della persecuzione dei cristiani attuata (250-251 d. C.) per ordine dell'imperatore romano Decio. La medesima tradizione vuole infatti che questo santuario sia stato eretto sul monte Arcano per commemorare i cristiani martirizzati in loco durante la persecuzione di Decio. Questa ipotesi sarebbe suffragata, secondo alcuni, dall’immagine della Vergine ivi venerata, che risalirebbe al III secolo; in realtà, recenti studi scientifici datano l'immagine della "Madonna della Rocca" al XV secolo.
Vi è di certo che nel corso dei secoli il santuario ha vissuto vicende alterne. Il 24 maggio 1599 fu visitato da mons. Giovambattista Comparini, vescovo di Fondi: a quel tempo il santuario possedeva undici terreni e una casa Fondi.
Nel 1789 le truppe francesi, dirette a Napoli, dopo aver messo in fuga l’esercito di Ferdinando IV, si fermarono nel territorio fondano mettendo a ferro e a fuoco quanto incontravano; secondo alcuni, fu danneggiato anche quel poco che rimaneva del santuario, eccezion fatta per l’immagine.
Nell'ultima parte del XX secolo ha conosciuto una notevole importanza di flusso di pellegrini dopo l'ultima ristrutturazione dell'annessa chiesa. Notevole fu il lavoro svolto dall'allora rettore del santuario, mons. Mario Forte, parroco della parrocchia di S. Maria degli Angeli e San Magno, che con la raccolta di fondi, svolta perfino in America, realizzò molte delle opere di edilizie che oggi permettono ai pellegrini di usufruire del santuario.
Nel 1990, nel quarantesimo anniversario dall’inizio dei lavori di restauro e ristrutturazione, l’arcivescovo di Gaeta, mons. Vincenzo Maria Farano, nel benedire i nuovi locali ha scoperto un'iscrizione incisa nel marmo.

## La festa della Madonna della Rocca
Il 2 luglio si celebra la festa della Madonna della Rocca. Fino a prima della costruzione della strada era usanza salire a piedi sul santuario. A oggi i festeggiamenti prevedono celebrazioni eucaristiche in vari momenti della giornata, un pellegrinaggio notturno dal sottostante monastero di San Magno, incontri, veglie, la processione con la statua della Madonna della Rocca e momenti di convivialità.